# Евгениос Вулгарис
Евгениос Вулгарис (на гръцки: Εὐγένιος Βούλγαρης, Βούλγαρις и както сам се подписва Евгенiй Булгар) е гръцки ренесансов философ, хуманист и православен деец на Европейското просвещение от български произход, основоположник на модерната гръцка национална просвета. Още млад получава добро университетско образование в Падуа, а по-късно участва в академичния живот в Лайпциг. Основател и ректор е (1749 – 1758 г.) на Атонската академия, ректор е на Патриаршеската школа в Цариград (1759 – 1761 г.), архиепископ Славонски и Херсонски (в Крим и Южна Украйна) (1775 – 1778), канен е от Фридрих Велики, близък съветник и библиотекар на Екатерина Велика (1771 – 1816), член на Руската академия на науките. Има голям просветителски принос за православните народи.
Евгений е с произход от голямата фамилия/род Булгари от остров Корфу, който често се бърка с другата и едноименна с корени от Парамития, дала името си на едноименната италианска модна къща и търговска марка Булгари.

## В Османската империя
Евгениос Вулгарис е роден в 1716 година на остров Корфу, владян тогава от Венецианската република. Получава рожденото име Елевтериос, от гръцки „свободен“ в чест на освобождаването на острова от османците.
След като завършва университета в Италия още ненавършил 30 години става директор на учебните заведения първо в Янина, а след това в Кожани. В Янина заради модерните му методи и философия, Балан, един от преподавателите, го обвинява в атеизъм. На 7 юли 1753 г. е удостоен с титлата професор (дидаскалос) на елинските науки от патриарх Кирил V Константинополски, с която е наричан и днес в рускоезичната научна литература.
В 1749 г. основава Атонската академия в землището на манастира Ватопед и е неин ректор (1749 – 1758 г.) като я издига до нивото на европейски университет, където се преподава философия и богословие съобразно съвременните тогава научни изисквания. На академията, по подражание на Платон, той заповядва да се напише: γεωμετρήσων έισίτω, ού κωλύωτώ μή θέλοντι συζυγήσω τάς θύρας (непознаващите геометрията да не влизат в тези стени). Преподаватели на около 200-ата ученици са Неофит Кавсокаливит, по старогръцка филология, преди учител в училището на Ватопед, Панайотис Палама, ученик на ректора от Янинското училище, завършил после и в Цариград, преподаващ гръцка словесност (старогръцки]]), ректорът чете риторика, логика, метафизика и богословие. Назначил за сметка на собствената си заплата от 1000 гроша и преподавател по латински език. Вулгарис преподава философия, като се придържа към модерните западни тенденции, което води до обвинения в еретизъм и заплахи, със сопи от игумени и калугери и след 9 години съществуване на академията в 1758, той я напуска, тя е закрита и сградите ѝ постепенно потъват в разруха.
В 1759 – 1761 г. Вулгарис е ректор е на Патриаршеската школа в Цариград назначен лично от патриарха. Недолюбван от ретроградните клирици на Цариградската патриаршия и гръцките монаси на Атон, които му създават различни трудности, сплетничат и го упрекват в ерес, той завинаги напуска Балканите в 1762 г.

## В Европа
От 1762 до 1771 г. е в Яш – Молдова, Гьотинген и Лайпциг – Германия, в Берлин е канен от Фридрих Велики и в двореца Сан Суси има диспут с Волтер. След това считащият се за просветен монарх пруски крал го препоръчва на немската принцеса от Померания София Фредерика Августа фон Анхалт-Цербст станала императрица на Русия с името Екатерина ІІ.
В 1771 г. е поканен от императрица Екатерина Велика в Русия, отначало е неин библиотекар и съветник, след това в 1775 г. е ръкоположен за архиепископ Славонски и Херсонски със седалище в Полтава, в създадената за него архиепископия от новопридобитите от Турция земи с мирните договори от Кючук Кайнарджа в 1774 и Яш в 1792 г. и присъединяването на Кримското ханство в 1783 г. Като православен той фактически е поставен начело в устройството на новопридобитите земи. Постът е на второ място в йерархията на руската православна църква след патриарха. Той остава на него до 1778 г., когато го предава на своя ученик и съгражданин Никифорос Теотокис и се връща в Санкт Петербург, където пише научни трудове и става действителен член на Императорската Руска академия на науките, като продължава да е съветник и сътрудник на Екатерина Велика.
Той е главен съветник на императрицата и инициатор Гръцкия проект на Екатерина Велика.
В 1803 г. се оттегля в Александър Невската лавра в Петербург, където умира и е погребан в нея в 1806 г. Там преди и след него са погребвани единствено руски царе и семействата им, патриарси и избраници от висшите чинове на Руската империя.

## Идеология и наследство
За него пишат гръцки, френски, немски, руски автори. Езиковите и правописните норми, установени от учения, и основаната от него академия, остават в сила в Гърция цели 230 години до началото на 80-те години на XX век. Въпреки че гръцките клирици, воглаве с вселенския патриарх Самуил с непрестанни интриги, затруднения, материални пречки и обвинения, именно гърците са тези, които най-вече са облагодетелствани от неговото дело.
Вижданията му за пълна етногенетична идентичност на населението на античната Древна Гърция с Източноримската (Византийската) империя и с днешното население на постсредновековна Гърция, за необходимостта от културното им доминиране, превъзходство и пълно елинизиране на околните „варвари“ и също по прякото изхождение на Руската империя от Византия с възприемането на християнството единствено от нея като гръцка империя, наследила Рим, за спорния произход на княгиня Олга и легендата за кръщението ѝ в Константинопол (написания в съответствие c доктрината на императрицата труд „Евгенiя Булгара, Архiепископа Славенскаго и Херсонскаго Историческое розысканiе о времени Крещенiя Россiйской Великой Княгини Ольги“, 1792), са тезиси, които противоречат на исторически извори посочения град няма как да се отъждестви с руския Псков възникнал според археологическите находки векове по-късно и са силно оспорени впоследствие в науката от авторитети като Якоб Фалмерайер, Геснер, Макс Фасмер, Франц Миклошич, но залягат удобно като устойчива пропагандна основа на националната гръцка и имперската руска доктрини.
Архиепископът академик основавайки се на Максим Исповедник (VII в.) и Георгий Святогорец (Мтацминдели) (ХI) изказва тезата и изследва общия произход на иберите в Кавказ, Испания и на Британските острови – Грузинци, Баски и Пикти, Круитни и др.
В 2006 г. в Керкира са чествани тържествено 200 години от смъртта му, като заслужил за запазване чистотата на православната вяра и просветител на гърците за умственото и политическото им пробуждане. Проведени са две научни конференции през юли, под покровителството на руския патриарх Алексий ІІ Московски, и през декември.